# Калимуэндо, Арно
Арно́ Калимуэ́ндо-Мюинга́ (фр. Arnaud Kalimuendo-Muinga; родился 20 января 2002, Сюрен) — французский футболист, нападающий английского клуба «Ноттингем Форест».

## Клубная карьера
Уроженец Сюрена, Арно начал футбольную карьеру в молодёжной команде «Сен-Клуд» в 2008 году. Летом 2012 года стал игроком футбольной академии «Пари Сен-Жермен». В сентябре 2018 года дебютировал за команду «Пари Сен-Жермен» до 19 лет в матче Юношеской лиги УЕФА против команды «Ливерпуля» до 19 лет, отличившись забитым мячом с пенальти, вскоре став одним из лидеров атаки молодёжной команды «парижан». 8 июля 2019 года подписал свой первый профессиональный контракт.
10 сентября 2020 года дебютировал в основном составе «Пари Сен-Жермен» в матче французской Лиги 1 против «Ланса». С октября 2020 года по июнь 2021 года находился в аренде в «Лансе». 31 августа 2021 года вновь отправился в аренду в «Ланс».
С 2022 по 2025 год выступал за «Ренн».
18 августа 2025 года перешёл в английский клуб «Ноттингем Форест» за 26 млн фунтов.

## Карьера в сборной
Выступал за сборные Франции до 16, до 17 и до 18 лет и до 21 года.
Осенью 2019 года в составе сборной Франции до 17 лет занял третье место на юношеском чемпионате мира в Бразилии, забив пять голов на турнире, включая хет-трик в матче за третье место против сборной Нидерландов.
В составе олимпийской сборной Франции стал серебряным призером Летних Олимпийских игр в Париже.

## Достижения
«Пари Сен-Жермен»
- Чемпион Франции: 2021/22
- Обладатель Суперкубка Франции: 2022

Сборная Франции (до 17 лет)
- Бронзовый призёр чемпионата мира (до 17 лет): 2019